# Puente de Vallecas (métro de Madrid)
Puente de Vallecas est une station de la ligne 1 du métro de Madrid en Espagne. Elle est établie sous l'intersection entre les avenues de la Ville de Barcelone et de la Albufera ainsi que l'autoroute M-30, à la jonction des arrondissements du Retiro et de Puente de Vallecas, à Madrid.

## Situation sur le réseau

Plan du réseau.

Établie en souterrain, Puente de Vallecas est une station de passage de la ligne 1. Elle est située entre la station Pacífico, en direction du terminus Pinar de Chamartín, et la station Nueva Numancia, en direction du terminus Valdecarros,.
Les deux voies de la ligne sont encadrées par deux quais latéraux.

## Histoire
La station Puente de Vallecas est mise en service le 8 mai 1923, lors de l'ouverture à l'exploitation du prolongement depuis Atocha au nord-ouest. Elle est alors située à l'extérieur du territoire de la municipalité de Madrid. Elle est nommée en référence à sa situation en limite de l'arrondissement de Madrid éponyme.
Elle demeure le terminus sud-est de la ligne jusqu'au 2 juillet 1962 lors de l'ouverture d'un nouveau prolongement jusqu'à Portazgo.

## Services aux voyageurs

### Accès et accueil
La station possède trois accès équipés d'escaliers fixes. C'est une station qui n'est pas accessible aux personnes à la mobilité réduite. Située en zone A, elle est ouverte de 6h00 à 1h30,..

### Desserte
Puente de Vallecas est desservie par les rames de la ligne 1.

Installations et desserte
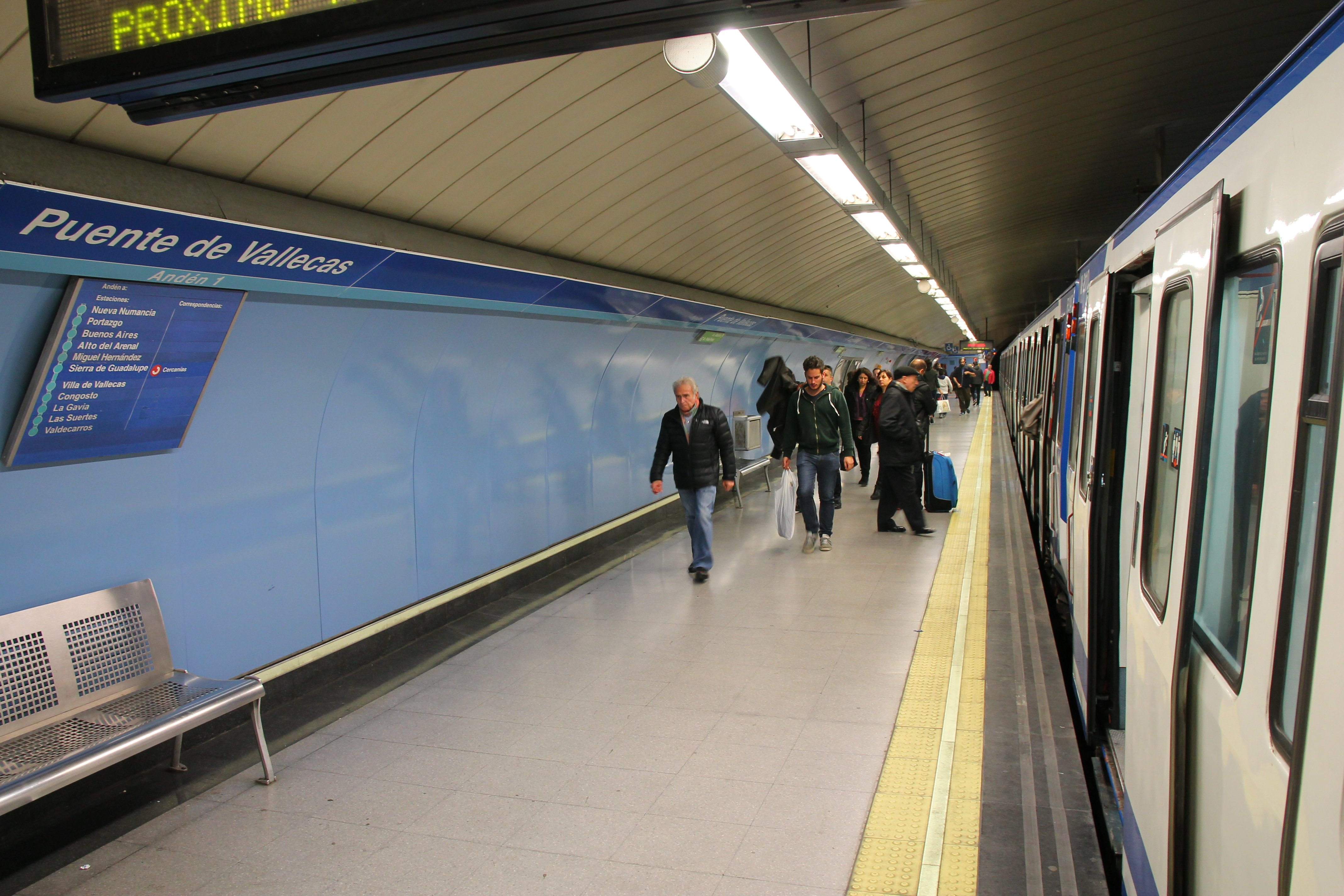
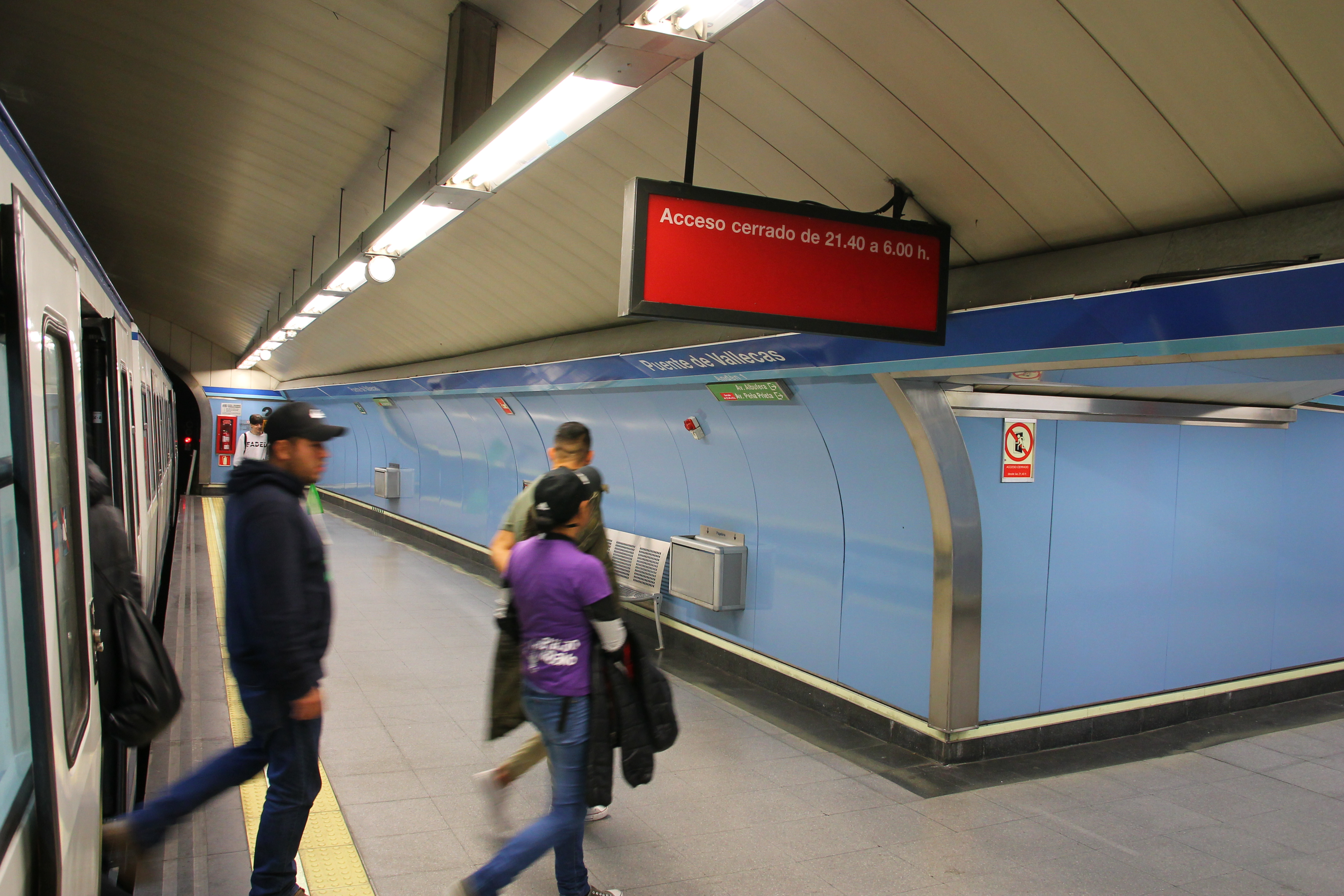

### Intermodalité
À proximité, des arrêts de bus urbains EMT sont desservis par les lignes : diurnes 8, 10, 24, 37, 54, 56, 57, 58, 111, 113, 136, 141, 148, 310 ; et nocturnes N10, N25.